# Maya Detiège
Maya Detiège (Anversa, 30 agosto 1967) è una politica belga fiamminga.

## Biografia
Maya Detiège è figlia dell'ex sindaco di Anversa Leona Detiège e nipote del politico Frans Detiège.
Ha conseguito la laurea in scienze farmaceutiche presso l'Università di Anversa nel 1991. Dopo gli studi ha lavorato come farmacista presso l'Huis Der Mutualisten dal 1991 al 1993 e come assistente scientifica presso l'azienda farmaceutica Farmix dal 1993 al 1994. È stata poi fornitrice presso la farmacia Multipharma dal 1994 al 1998, consulente farmaceutica presso Multipharma-Ophaco dal 1998 al 2000 e infine, dal 2001 al 2003, farmacista capo presso la Federazione nazionale delle mutue socialiste. È stata inoltre membro del Consiglio fiammingo della sanità e del Consiglio consultivo fiammingo per il riconoscimento delle strutture di assistenza dal 1997 al 2003 e vicesegretario dell'Associazione delle farmacie cooperative del Belgio dal 1999 al 2001.
Seguendo le orme politiche della madre e del nonno, è stata segretaria politica di Jongsocialisten nella regione di Anversa dal 1995 al 1997. Dal 2000 al 2003 è stata consigliere provinciale nella provincia di Anversa, mentre dal 2001 al 2002 ha ricoperto la carica di consigliere distrettuale di Anversa.
Nel giugno 2003 è diventata il primo membro della sua famiglia nella circoscrizione di Anversa ad essere eletta alla Camera dei rappresentanti, rimanendovi deputata fino al 2019. Dal 2013 al 2014 è stata presidente della commissione per la salute pubblica, per l'ambiente e per il rinnovamento sociale della Camera. Dal gennaio 2007 al dicembre 2018 ha assunto la carica di consigliere comunale di Anversa. Dal gennaio 2019 è nuovamente consigliera distrettuale di Anversa.
È stata membro dell'ufficio politico SP.a e nell'autunno 2011 è stata nominata capogruppo socialista al Parlamento del Benelux. Nel 2013 ne è diventata vicepresidente, nel 2015 presidente e nuovamente vicepresidente dal 2017 al 2019.
Alle elezioni federali del 2014 ha ottenuto 19.111 voti di preferenza (diecimila voti in più rispetto al numero due della lista elettorale, David Geerts), posizionandosi al terzo posto nella lista elettorale della circoscrizione di Anversa, dove è risultata eletta. Alle elezioni del 2019 si è posizionata al quarto posto nella lista SP.a di Anversa per il Parlamento fiammingo. Nonostante avesse ricevuto il secondo maggior numero di voti di preferenza, non è stata eletta.
È stata rieletta consigliera distrettuale alle elezioni locali dell'ottobre 2024. All'inizio del 2025 è diventata presidente del consiglio distrettuale di Anversa.